# لورين بيركنز
لورين بيركنز (بالإنجليزية: Lauren Perkins)‏ هي متزلجة لوحية أمريكية، ولدت في 27 ديسمبر 1988 في الولايات المتحدة.

## وصلات خارجية
- لورين بيركنز على موقع IMDb (الإنجليزية)